# Robert Moewes
Robert Cem Moewes (Dortmund, Alemania, 27 de febrero de 1993) es un futbolista alemán, que se desempeña como portero.

## Trayectoria

### Comienzos como profesional
Moewes se inició en las divisiones inferiores del Borussia Dortmund, siendo promovido al primer equipo en 2008. Luego de dos años en el equipo, y sin disputar ningún juego oficial, fue enviado a préstamo al Rot-Weiss Essen (de la cuarta división) y TuS Ennepetal (quinta división).

### En el fútbol universitario de Estados Unidos
Tras sus pasos en el fútbol alemán, el portero se fue a estudiar administración  de empresas en los Estados Unidos, más precisamente en la Universidad de Binghamton, participando en su equipo de fútbol, Binghamton Bearcats durante tres años.
También jugó en Duke Blue Devils de la Universidad Duke.

### Aventura en el fútbol chileno
Luego de un breve período en Puerto Rico FC, Robert sorprende al fichar en Athletic Club Barnechea de la Primera B de Chile. Su debut en Barnechea fue el 28 de abril de 2018, en el triunfo de su cuadro 1-0 ante Deportes La Serena en el Estadio La Portada, al ingresar al campo en el minuto 60, por la expulsión del guardameta Jorge Manduca. En el club santiaguino se quedó con la titularidad, debido al retiro de Manduca, ídolo de la institución, a fines del 2018.

## Clubes
| Club                | País           | Año       |
| ------------------- | -------------- | --------- |
| Borussia Dortmund   | Alemania       | 2008-2010 |
| Rot-Weiss Essen     | Alemania       | 2011-2012 |
| TuS Ennepetal       | Alemania       | 2012-2013 |
| Binghamton Bearcats | Estados Unidos | 2013-2016 |
| Duke Blue Devils    | Estados Unidos | 2017      |
| Westfalia Herne     | Alemania       | 2017      |
| Puerto Rico FC      | Puerto Rico    | 2018      |
| Barnechea           | Chile          | 2018-2022 |